# Les Guignols (emisiune televizată)
La Guignols este un tv show satiric francez de marionete, care este difuzat începând cu 29 august 1988 pe canalul tv din Franța numit Canal+. 
Parodie de jurnal de știri, emisiunea este o caricatură a lumii politice, a mass-mediei, a personalităților sau, mai general, al societății franceze a lumii de astăzi.
Inițial a fost creată pentru a compensa închiderea emisiunii JTN des Nuls; ea apare la ideea lui Alain de Greef , care voia un echivalent francez al emisiunii americane Spitting Image. Arnold Boiseau s-a ocupat de organizarea echipei. Spectacolul vede lumina zilei, inițial sub titlul Arenele informațiilor.
Lansată în 29 august 1988, emisiunea Arenele informatiilor va fi în competiție cu Le Bébête show de la canalul tv TF1 (secvență creat în 1982 în Co-Co Boy), care a devenit o emisiune cotidiană începând cu 14 martie 1988 la ora 19:50 și realizând, în medie, 30% din audiență.
După un start dificil, programul a suferit o restructurare, și a obținut faima reală în 1991 ca și ansamblul Nicăieri altundeva în care este integrat.
Les Guignols de l'info, au o influență importantă asupra culturii populare franceze : repetarea de fraze fetiș (catchphrase), și de stereotipuri ale personajelor le-a permis să fie uneori mai populară păpușa decât persoana reprezentată de păpușă. Show-ul a contribuit uneori la fabricarea unei imagini tip a anumitor personalități, în special în politică, în cultura populară : cel mai frapant exemplu este, fără îndoială, Jacques Chirac. 
La sfârșitul lunii iulie 2015, cei patru autori Lionel Dutemple, Julien Hervé, Philippe Mechelen și Benjamin Morgaine sunt concediați. Din toamna aceluiași an, Les Guignols își schimbă forma si nu mai este difuzată " în clar ", fiind rezervată abonaților canalului tv Canal+. Emisiunea este însă transmisă online pe Dailymotion după difuzarea ei pe Canal+ și Săptămâna marionetelor, best-of-ul săptămânal fiind difuzat duminică.

## Prezentare

### Desfășurarea emisiunii

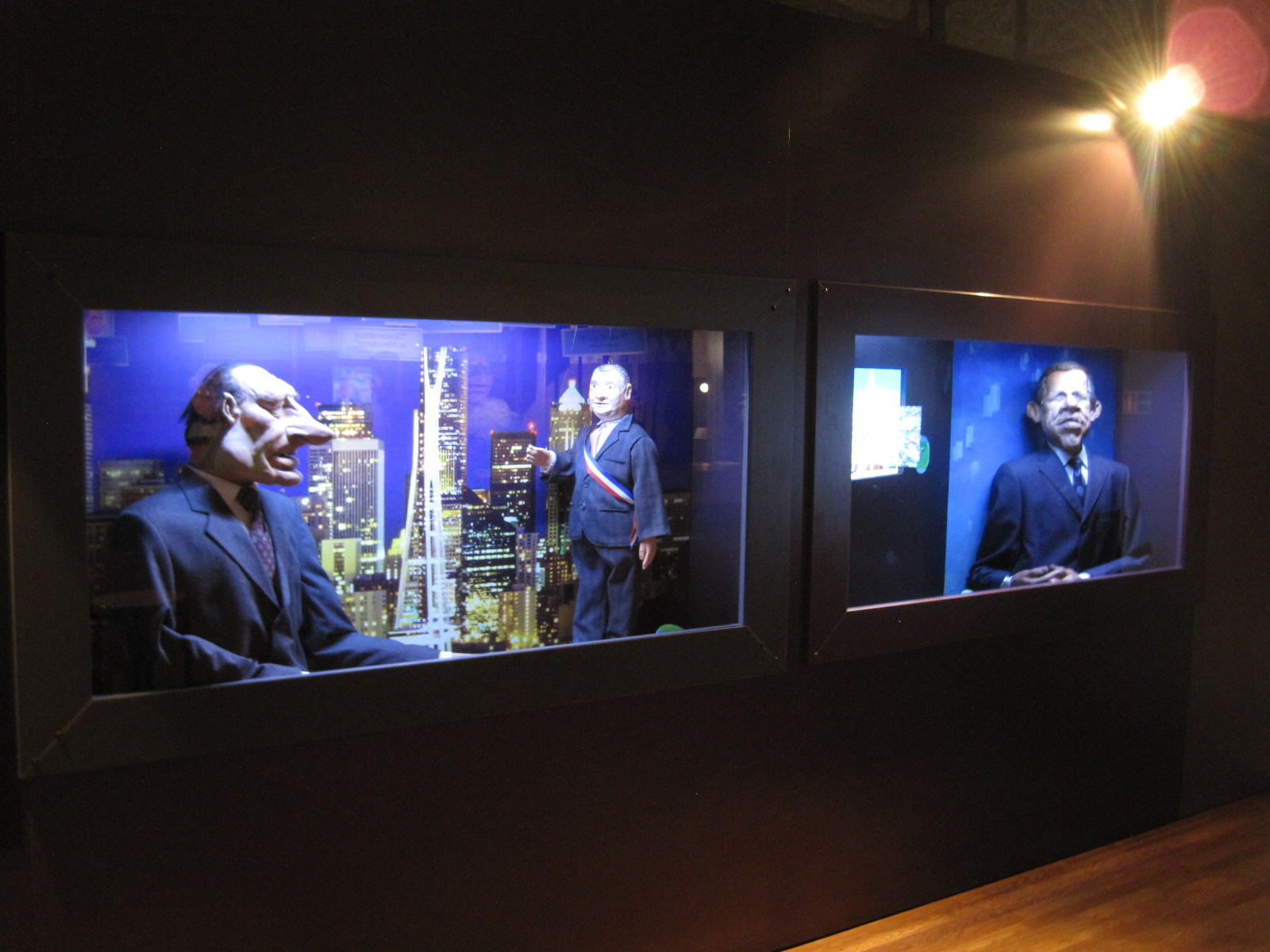
Marionetele PPD și Chirac.

Sub forma unui jurnal de actualități de aproximativ 8 minute, emisiunea pune în scenă marionete din latex, de obicei caricaturi ale unor personalităti din mass-media, din  spectacol, din politică și din sport, pentru a vorbi  satiric știrile televizate. PPD, caricatură de fostul prezentator de televiziune de știri de TF1 : Patrick Poivre d'arvor, prezintă și înșiră diferite subiecte și intervievează celelalte marionete, folosind aceleași formule precise, care fac oficiu de gimmicks. Din septembrie 2010 până în iunie 2011, marioneta lui Harry Roselmack este cea care prezintă emisiunea în fiecare vineri.

### Marionete

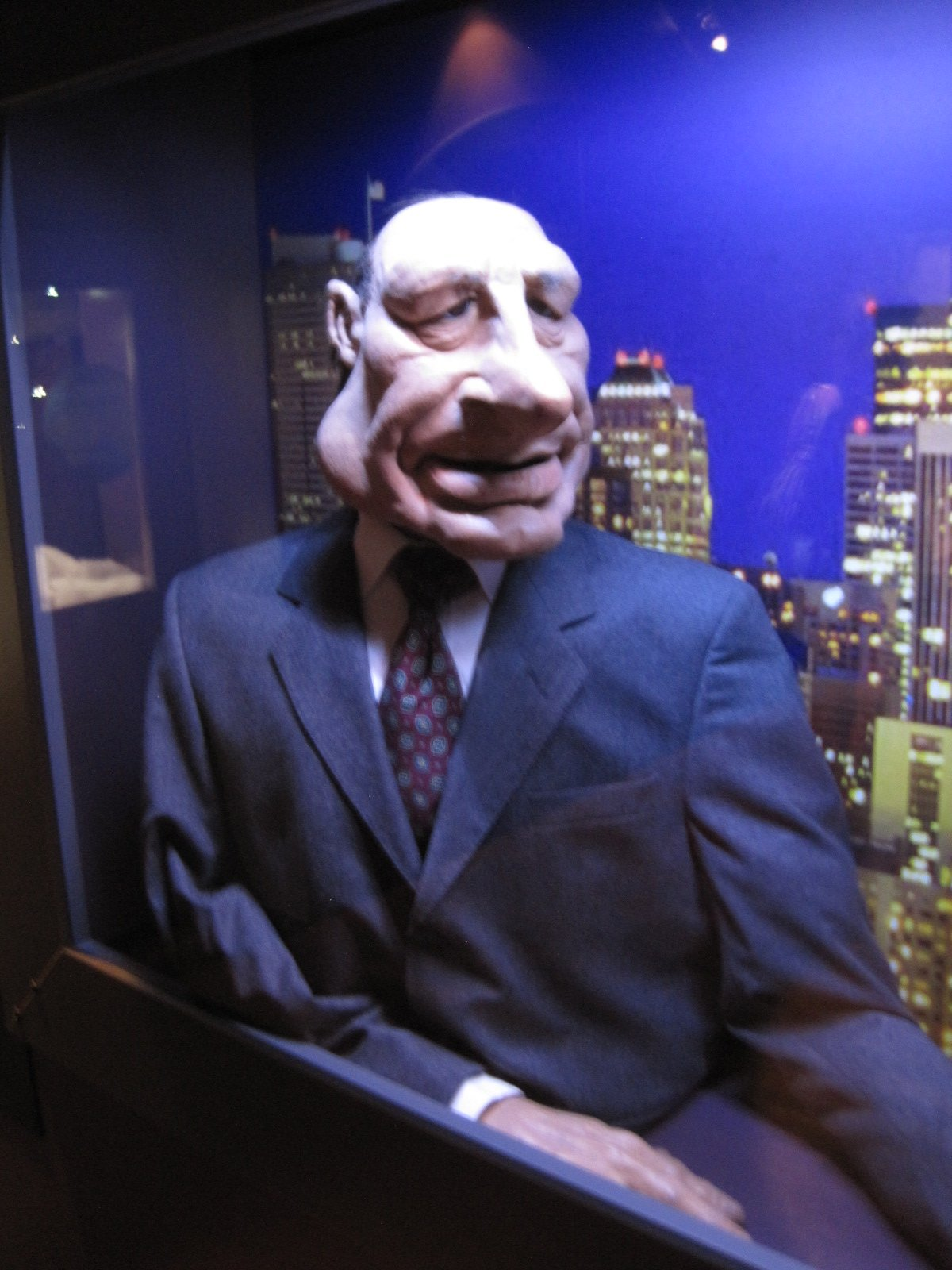
Marioneta Chirac.